# Gà Sumatra

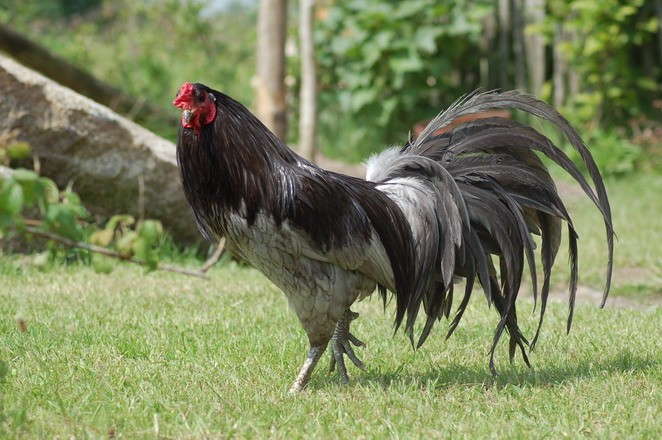
Một con gà Sumatra trống

Gà Sumatra (tiếng Indonesia: Ayam gallak) là một giống gà có nguồn gốc từ đảo Sumatra của Indonesia, chúng xuất hiện vào năm 1847 và được du nhập sang châu Âu và Mỹ. Chúng được ưa chuộng để nuôi làm gà kiểng và còn dùng làm gà chọi. Chúng là giống gà duyên dáng và bí ẩn, nhờ dáng vẻ bề ngoài giống như chim trĩ mà gà trở thành điểm nhấn của khu vườn hay bãi chăn thả. 

## Lịch sử
Giống gà này bắt nguồn từ đảo Sumatra và là một trong những giống gà chọi lâu đời nhất và có ảnh hưởng di truyền đáng kể lên những giống gà đá khác. Có những nghi vấn về nguồn gốc thực sự của giống gà này vì chúng ngày nay và những con gà chọi trong quá khứ không hề có quan hệ huyết thống. Bản sao thu nhỏ là gà tre (bantam) của gà Sumatra đen được lai tạo ở Hà Lan. Ở Anh, gà Sumatra trắng được tạo ra bằng cách lai xa với gà Yokohama trắng. Cá thể đầu tiên được nhập vào Mỹ từ năm 1847. Nhờ màu lông ánh kim và vẻ ngoài duyên dáng mà chúng trở nên phổ biến.
Vào năm 1883, giống gà Sumatra được ghi nhận trong Tiêu chẩn gia cầm Mỹ (Standard of Perfection) và chúng du nhập và Đức và năm 1900, chúng du nhập vào Anh. Ở Sumatra, giống gà chọi này vẫn được duy trì dưới tên truyền thống là Ayam Sumatra. Ở các nước phương Tây, gà được lai tạo chủ yếu với mục đích làm cảnh, chúng cũng được tái lai tạo cho mục đích chọi gà ở Pháp. Ở Hà Lan, gà này tương đối hiếm trên thực tế có các dòng và gà giống để lai tạo. Chúng là giống hiếm và cần tiêm chủng để không bị loại bỏ bắt buộc vì những quy định y tế và để bảo tồn giống gà này.

## Đặc điểm

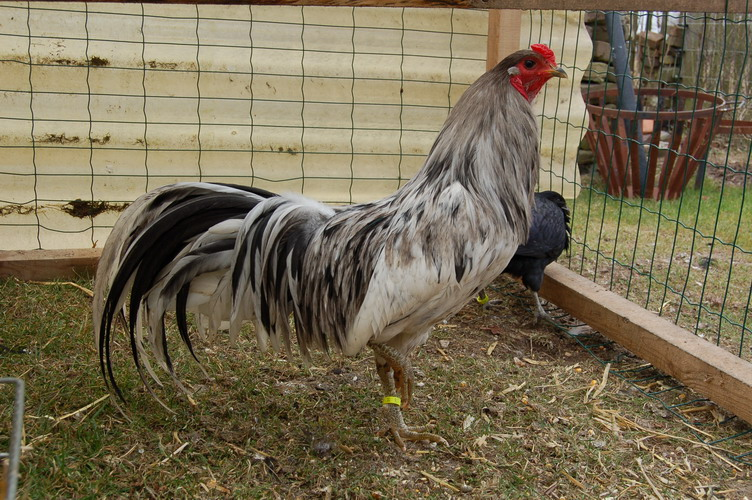
Một con gà trông Sumatra với biến thể lông màu tóe (Splash)

Gà Sumatra có kích thước trung bình với bề ngoài giống như chim trĩ. Gà trống cân nặng từ 2 đến 2,5 kg. Gà mái từ 1,8 đến 2,3 kg. Kích thước của vòng đeo chân là 18 mm. Gà trưởng thành hoàn toàn ở giai đoạn hai năm tuổi. Đầu gà nhỏ (còn gọi là đầu rắn) với mồng dâu ba khía. Màu của mồng biến thiên từ đỏ đến tím. Màu mắt càng sẫm, con ngươi và tròng mắt rõ ràng. Cẳng chân có màu đen và bàn chân màu vàng. Có cả loại bàn chân màu trắng. Một số dòng có nhiều cựa nhưng cũng có một số dòng mà cựa chỉ nhú mầm. Lưng có chiều dài vừa phải, lông mã dày. Đuôi dài và rậm.
Lông phụng cong tại hai phần ba chiều dài và cụp xuống. Lông phụng không lết trên mặt đất. Gà mái cũng có đuôi tương đối dài nhưng chỉ những lông phụng trên cùng mới cong. Gà có bộ lông rậm nhưng bó chặt chứ không bù xù. Chân lông cứng chắc. Gà mái cũng có đuôi tương đối dài, những lông phụng trên cùng hơi cong ở đầu cuối. Ở Hà Lan, chỉ có màu đen ánh kim mới được coi là màu chuẩn, ánh đỏ hay tím cũng tồn tại, còn có những màu khác nữa. Ở bán đảo Scandinavia người ta duy trì cả dòng xám (blue) nhưng Hà Lan thì chỉ một số ít người duy trì màu xám. Ở Đức có một số cá thể màu đen đỏ hay nâu sậm. Ở Anh và Mỹ có một số gà dòng có màu tóe (splash). Ở Bỉ có một số gà bờm đỏ (màu điều).

## Tập tính

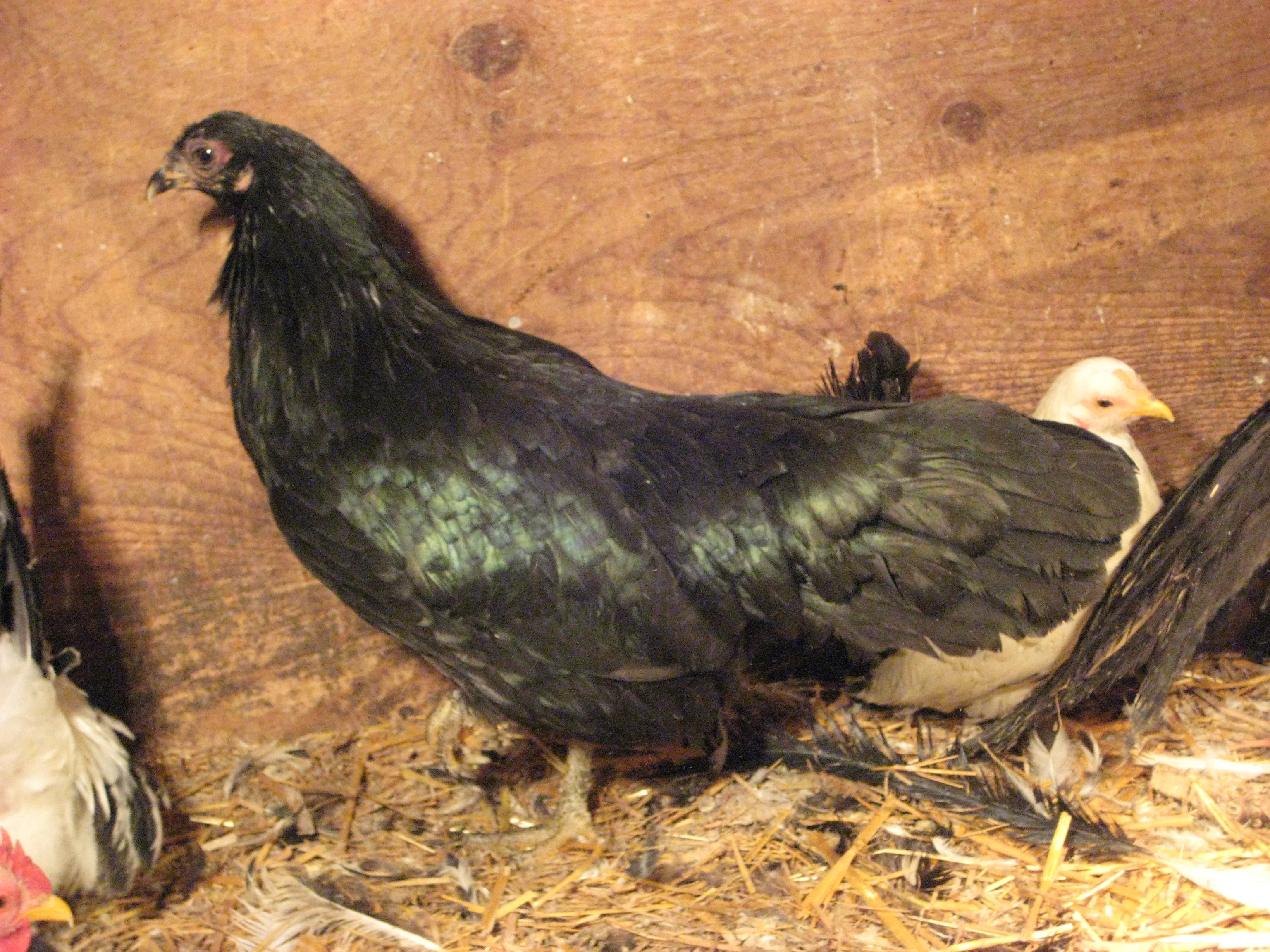
Gà mái Sumatra là giống nuôi con khéo

Chúng vẫn duy trì những đặc điểm của tổ tiên là gà rừng, thích đi dạo loanh quanh và rất cảnh giác. Nếu cảm thấy bị đe dọa thì ngay lập tức chúng có thể bay qua hàng rào cao dễ dàng, hầu hết gà chọn đậu trên cành cây do đó chúng cần chuồng nuôi rộng rãi và chạc cây cao. Chúng cũng cần chạc để giữ cho bộ lông sạch sẽ và cơ bắp mạnh khỏe. Gà không đòi hỏi loại thức ăn cầu kỳ nào khác. Đôi khi chỉ cần tăng cường thêm một lượng chất đạm để kích thích lông phát triển. Là giống gà mạnh mẽ với khả năng kháng bệnh cao, chủ yếu là bệnh viêm đường hô hấp mãn tính hay CRD (Chronic Respiratory Disease), một loại bệnh di truyền ở gà. Nên giữ môi trường khô ráo và che chắn vào ban đêm.
Dù là gà chọi nhưng chúng vẫn chấp nhận nhau. Gà trống tơ có thể lớn lên cùng nhau sau khi sự phân cấp trong nhóm đã rõ ràng, chúng cần không gian để tránh xa khỏi vùng xung đột. Gà nuôi trong chuồng có vẻ ít cá tính hơn những con được thả rông. Chúng thích thú khi được thả rông sau một thời gian dài bị cách ly trong chuồng, chúng đập cánh và nhảy và đá nhau. Gà tơ được cho ăn bằng tay sẽ mến người. Gà được nuôi cùng chó và mèo sẽ quen với chúng và cảnh báo khi những động vật khác thâm nhập vùng lãnh thổ của chúng. Gà mái đẻ khá nhiều trứng mỗi măn và trứng có màu trắng. Gà mái chăm con khéo. Nếu chim ác là hay những loài săn mồi khác đe dọa gà con thì gà mái sẽ thể hiện hành vi dữ tợn để bảo vệ con mình. Tiếng gáy của chúng hơi lạ, nhưng gà trống vẫn gáy. 